# Microrhopala hecate
Microrhopala hecate is een keversoort uit de familie bladkevers (Chrysomelidae). De wetenschappelijke naam van de soort werd in 1841 gepubliceerd door Edward Newman.